# Anthony Todd Thomson

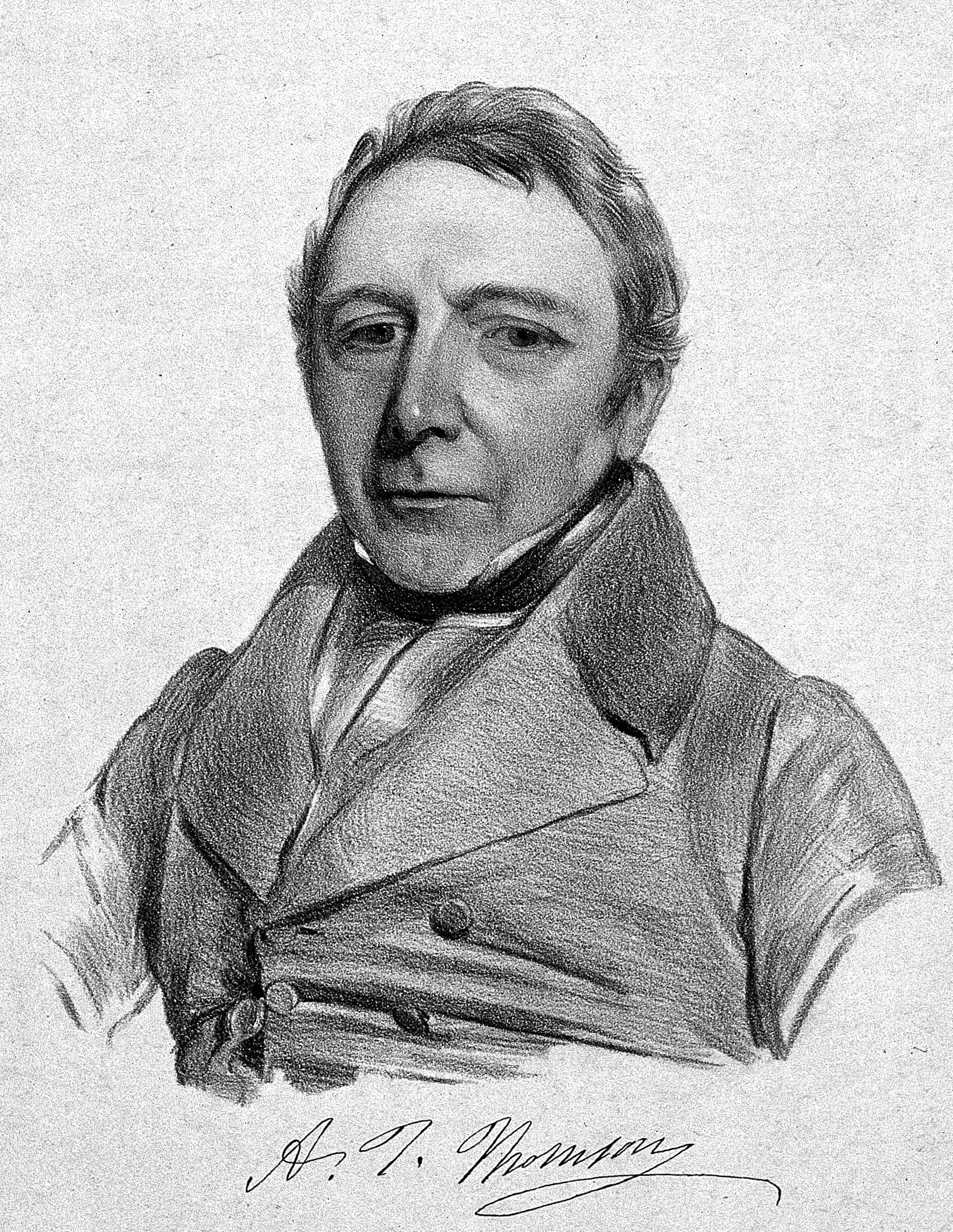
Anthony Todd Thomson

Anthony Todd Thomson (* 7. Januar 1778 in Edinburgh; † 3. Juli 1849 in Ealing, London) war ein britischer Mediziner, Botaniker und Pharmazeut. Er war auch ein Pionier der Dermatologie.
Thomson wurde geboren, als seine Eltern vorübergehend in Edinburgh weilten, sein Vater Alexander Thomson war Postmeister der britischen Kolonie Georgia und Zollbeamter in Savannah (Georgia). Nach der Geburt ging er mit seiner Familie wieder nach Georgia. Nach dem für die Briten verlorenen amerikanischen Unabhängigkeitskrieg zog die Familie nach Edinburgh. Sein Pate Anthony Todd war Postmeister in Edinburgh und protegierte ihn. Thomson studierte Medizin in Edinburgh mit dem Abschluss (M.D.) 1799. Im selben Jahr wurde er Mitglied der Royal Medical Society. Zuvor war er schon Mitglied der Speculative Society und machte über diese Bekanntschaft mit einflussreicher Personen, darunter Lord Brougham. Ab 1800 hatte er eine gut gehende Praxis in London in der Sloane Street. Im selben Jahr wurde er Mitglied des College of Surgeons of London. 1826 wurde er Mitglied des Royal College of Physicians. 1828 wurde er der erste Professor für Pharmazie und Medizin (Materia medica und Therapie) der neu gegründeten Universität London und Arzt an der zugehörigen Krankenhausapotheke (Dispensary). Außerdem war er ab 1832 Professor für Gerichtsmedizin (Medical Jurisprudence). 1835 erlitt er einen Zusammenbruch aufgrund von Überarbeitung und musste kürzertreten. 1842 wurde er Fellow des Royal College of Physicians. 
Aus der ersten 1801 geschlossenen Ehe gingen ein Sohn und eine Tochter hervor. Nach dem Tod seiner ersten Frau 1820 heiratete er im selben Jahr die Schriftstellerin Katherine Byerley, mit der er drei Söhne und fünf Töchter hatte. Er war Arzt bei der Geburt von Elizabeth Gaskell und seine Schwester Catherine wurde deren Stiefmutter.
Er verfasste eine Arzneimittelführer (London Dispensatory) in mehreren Auflagen. Ab 1814 war er einer der Herausgeber des Medical Repository. Er hielt Vorlesungen über Botanik vor der Pharmaceutical Society und für Medizinstudenten in den Gärten der Royal Botanical Society.
Sein Lehrbuch der Hautkrankheiten wurde 1851 von seinem Neffen Edmund Alexander Parkes ergänzt.

## Schriften
- The Conspectus Pharmacopoeiae, London 1810, 15. Auflage 1845 (Kommentar zur Pharmacopoeiae der London, Dublin, and Edinburgh Colleges of Physicians)
- The London Dispensatory, Longman, 1. Auflage 1811 bis 8. Auflage 1836
  - Deutsche Übersetzung: A. T. Thomson’s Vereinigte Pharmacopoeen der Londoner, Edinburgher und Dubliner Medicinal-Collegien. Nach der fünften Original-Ausgabe, und als Übersicht der Britischen Arzneymittel-Lehre, mit Zusätzen. Ernst Fleischer, Leipzig 1827, Digitalisat, MDZ
- Lectures on the Elements of Botany, Band 1, London 1822 (nur der erste Band erschien)
- Bateman’s ‘Practical Synopsis of Cutaneous Diseases, 7. Auflage 1829
- Elements of Materia Medica and Therapeutics, 2 Bände, London, 1832, 3. Auflage 1843

Er übersetzte ein Buch über Magie von A. J. Eusèbe Baconnière Salverte (The Philosophy of Magic, Prodigies, and Apparent Miracles, 2 Bände, 1846).